# کارل لملی جونیور
کارل لملی جونیور (انگلیسی: Carl Laemmle, Jr.؛ ۲۸ آوریل ۱۹۰۸ – ۲۴ سپتامبر ۱۹۷۹) تهیه‌کننده اهل ایالات متحده آمریکا بود. وی بین سال‌های ۱۹۲۶ تا ۱۹۳۶ میلادی فعالیت می‌کرد.

## بخشی از فیلم‌شناسی
- پادشاه جاز (۱۹۳۰)
- در جبهه غرب خبری نیست (۱۹۳۰)
- قهرمانان جهنم (۱۹۳۰)
- فرانکنشتاین (۱۹۳۱)
- دراکولا (۱۹۳۱)
- مرد نامرئی (۱۹۳۳)
- تقلید زندگی (۱۹۳۴)
- عروس فرانکنشتاین (۱۹۳۵)
- دیشب را به‌خاطر داری؟ (۱۹۳۵)
- قایق نمایش (۱۹۳۶)